# Pustina (seriál)
Pustina je česká dramatická televizní minisérie režisérů Ivana Zachariáše a Alice Nellis z roku 2016. Děj se odvíjí v prostředí fiktivní obce na česko-polském pomezí, kde se odehrává spor mezi starostkou a těžební společností. Autorem scénáře osmidílného seriálu z produkce HBO je Štěpán Hulík.
Seriál se odehrává ve vesnickém prostředí fiktivní obce na česko-polském pomezí. Obyvatelé Pustiny jsou postaveni před zásadní otázku, zda povolit těžbu v místních dolech. O tu má eminentní zájem nadnárodní těžařská společnost, která místním nabízí lukrativní peníze za jejich domovy. Starostka Sikorová (Zuzana Stivínová) proti prodeji pozemků bojuje, je ale do značné míry osamocena. Mnoho obyvatel vyžaduje referendum, čemuž se ona k nelibosti mnohých brání. Její 14letá dcera Míša zmizí, což může mít souvislost s politikou, nebo se zdivočelými výrostky z místního pasťáku.
Světovou premiéru měl seriál na festivalu v Torontu v září 2016, kde byly uvedeny všechny díly. První dvě epizody byly uvedeny i na festivalu v Karlových Varech v červenci 2016. Česká televizní premiéra Pustiny byla odvysílána 30. října 2016 na stanici HBO. První dvě epizody HBO uvolnila též on-line prostřednictvím on-line videotéky HBO GO.

## Výroba
Natáčení Pustiny probíhalo od listopadu 2015 do května 2016 převážně v Čechách a na česko-polském pomezí. Většina záběrů byla záměrně pořízena v lokalitách s velmi osobitou atmosférou – v Komořanech, na zámku Jezeří, v obci Hole u Prahy a Vrbice, v Kladně či v chatové osadě Kersko. Deset natáčecích dnů štáb strávil také v depresivním a bezútěšném prostředí povrchových dolů u Kadaně.
První díly natočil a vizuální styl tím určil režisér Ivan Zachariáš, pro kterého to byla první takto velká produkce. Zbývající čtyři díly natočila Alice Nellis.
Autor scénáře Štěpán Hulík původně pracoval především na příběhu zpěvačky Evy Olmerové s názvem Čekej tiše. S výsledkem prací však nebyl spokojený a tak se plně soustředil na projekt, který do té doby psal jen ve volném čase – scénář k minisérii Pustina. Scénář seriálu vznikal ve spolupráci s producenty Tomášem Hrubým a Pavlou Janouškovou Kubečkovou. Podílel se na něm též Lukáš Kokeš.
Režisér Ivan Zachariáš vtiskl celému projektu svérázný vizuální styl a podobu.[zdroj?] Alice Nellis byla v rámci Pustiny ochotna potlačit svůj osobitý styl a inspirovat se vedením Zachariáše.[zdroj?]

## Synopse jednotlivých dílů
Pustina 1. díl (premiéra: 30. října)
Režie: Ivan Zachariáš
Vyostřující se spory v Pustině o uspořádání referenda kvůli možnosti odprodeje pozemků nadnárodní těžební společnosti vyvrcholí zmizením dcery starostky a zabitím zvířecího maskota místní mateřské školky. Není však jasné, nakolik tyto události souvisí s politikou. Lidé v Pustině mají svá tajemství a často balancují na hraně zákona. Mohou za vším stát kluci z místního pasťáku?
Pustina 2. díl (premiéra: 6. listopadu)
Režie: Ivan Zachariáš
Kriminální policie spouští pátrání po ztracené Míše Sikorové. Hana Sikorová, matka ztracené Míši, je šokována, když jí policie sdělí, že zmizení její dcery může mít spojitost s útěkem Filipa Paskowského. Ten byl ve stejnou dobu na útěku z nápravného zařízení v Pustině. Policie také vyšetřuje otce ztracené Míši, psychicky nemocného Karla Sikoru. Vychovatel v pasťáku, Adam, zjistí, že Míšino zmizení není spojené jen s Filipovým útěkem, ale i přímo s jeho rodinou.
Pustina 4. díl (premiéra: 20. listopadu)
Režie: Alice Nellis
Policie pokračuje v pátrání a všechny stopy směřují ke Karlovi. Podezření, že je to právě on, kdo může za zmizení Míši, sílí. Mezitím Klára odhalí, že Lukáš zná Míšu mnohem lépe, než jak jí přiznal. Policie přijíždí na Karlovu chalupu v areálu Babylon a celou ji prohledává. Jejich pátrání vede i do studny na zahradě...
Pustina 5. díl (premiéra: 27. listopadu)
Režie: Ivan Zachariáš
Detektiv Rajner vyslýchá Karla, jeho výpověď ale policisty nepřesvědčí a Karel vyhrožuje, že se zabije. Nakonec je propuštěn a vydává se za Hankou s Katkou. Hanka těžce nesla nález ve studni a sjela s dodávkou do jezera. S odtahem zničeného auta jí pomáhá Lukáš, který ji zavede do romského ghetta. I Hanka začíná mít pocit, že Lukáš něco ví. Když Karel dorazí domů, aby vše vysvětlil, nepochodí ani tady a Klára na něj volá policii.
Pustina 6. díl (premiéra: 4. prosince) Režie: Ivan Zachariáš
Pustina 7. díl (premiéra: 11. prosince) Režie: Alice Nellis
Pustina 8. díl (premiéra: 18. prosince) Režie: Alice Nellis

## Obsazení
| Zuzana Stivínová mladší | starostka Hana Sikorová                                                  |
| Jaroslav Dušek          | Karel Sikora, bývalý manžel Hany, otec Kláry a Míši                      |
| Eliška Křenková         | Klára Sikorová, sestra pohřešované Míši                                  |
| Leoš Noha               | Kpt. Václav Rajner, který zmizení Míši vyšetřuje                         |
| Jan Cina                | Lukáš „Šary“ Vašíček, přítel Kláry Sikorové a účastník závodů Autošťouch |
| Štěpán Benoni           | Adam Vašíček, vychovatel v místním pasťáku a bratr Lukáše                |
| Oskar Hes               | Filip Paskowski                                                          |
| Eva Holubová            | Vašíčková                                                                |
| Miroslav Vladyka        | Vašíček                                                                  |
| Martin Sitta            | Pavel Abrham                                                             |
| Petra Špalková          | Markéta Masařová                                                         |
| Štěpán Matejíčka        | Jakub Masař, syn Markéty                                                 |
| Kateřina Pindejová      | Abramová                                                                 |
| Martin Kubačák          | František Cetkovský                                                      |
| Ivan Krúpa              | Petr Krušina                                                             |
| Adam Petrlík            | Dejv                                                                     |
| Janek Gregor            | Tibor Balog                                                              |
| Jan Bavala              | Sysel                                                                    |
| Mário Pech              | Horváth                                                                  |
| Maxmilián Mráz          | Kučera                                                                   |
| Richard Stanke          | Kwiatkowski, ředitel težařské společnosti Turkowo                        |
| Adrian Jastraban        | Filipův otec                                                             |
| Pavel Rudolf Plasche    | taxikář                                                                  |

## Ocenění
- Trilobit 2017
- Český lev 2017

## Recenze
- Martin Svoboda, Aktuálně.cz
- Marcel Kabát, Lidové noviny 27. října 2016, s. 9 a 12. listopadu, s. XI
- Ondřej Mrázek, TVZone.cz
- Táňa Zabloudilová, Rozhlas.cz
- Jindřiška Bláhová, Respekt

„Režisérský tandem Ivan Zachariáš a Alice Nellis dostal do ruky geniální materiál a svoji šanci proměnil beze zbytku. Od samého začátku máte pocit, že vám každý z těch dvou z jedné strany sadisticky rozevírá oční víčka a dalšími a dalšími záběry škrábe na vyschlou bulvu. Je to kurevsky nepříjemné, ale masochista ve vás si to nějakým zvrhlým způsobem užívá.“
„Postavy, rekvizity, kostýmy, nálada, jazyk, hudba, všechno sedí, po filmařské stránce má Pustina opravdu mimořádné kvality…po dvou dílech získá divák pocit, že už nikdy neuvidí slunce, že na celém světě neexistuje místo, kde by se lidé alespoň pousmáli, že každý včetně něj je namočený v nějaké levárně a že nic nemá smysl ani budoucnost. Pustina je prostě jako stvořená pro filmové labužníky a podzimní deprese.“
„Co se režie týče, Ivan Zachariáš se očividně inspiroval zahraničními krimi, což tady vůbec není na škodu, naopak. Navíc si jako kameraman a režisér reklam přitáhl osobitý vizuální styl, který je Pustině jako ušitý na míru a po řemeslné stránce tomu víceméně nebudete mít co vytknout. Konečně. Ze všeho nejvíc mu ale skládám poklonu za vedení herců, protože málokdy se stane, že naši herci skutečně ve svých rolích zmizí.“